# Max Archimowitz
Max Hermann Archimowitz (* 26. Februar 1920 in Danzig; † 15. November 2000) war ein deutscher Politiker (SPD). Er war Mitglied des Landtags von Nordrhein-Westfalen während der fünften Wahlperiode sowie als Nachrücker in Teilen der dritten und sechsten.

## Leben
Max Archimowitz besuchte Volks- und Mittelschule, anschließend machte er eine kaufmännische Lehre. Er wurde im Jahr 1946 Mitglied der Sozialdemokratischen Partei Deutschlands (SPD). Archimowitz bekleidete verschiedene Parteiämter, so war er stellvertretender Vorsitzender des SPD-Unterbezirks Grevenbroich, kommunalpolitischer Sekretär der SPD Niederrhein und leitender Bezirksgeschäftsführer. Daneben war er Mitglied der Gewerkschaft Öffentliche Dienste, Transport und Verkehr (ÖTV). In den Jahren 1948 bis 1952 war er Stadtverordneter und Vorsitzender des SPD-Fraktion in Süchteln und Mitglied des Kreistags Kempen-Krefeld. Im Jahr 1952 wurde er Stadtverordneter in Grevenbroich und Mitglied im Kreistag des Kreises Grevenbroich. In den Jahren 1961 bis 1964 war Archimowitz Mitglied der Landschaftsversammlung Rheinland.
Landtagsabgeordneter wurde Archimowitz erstmals am 8. November 1956, als Nachrücker für einen ausscheidenden Abgeordneten, für den Rest der 3. Wahlperiode bis zum 12. Juli 1958. Erst in der fünften Wahlperiode gelangte er über einen Listenplatz wieder in den Landtag und gehörte ihm vom 23. Juli 1962 bis 23. Juli 1966 an. In der folgenden Wahlperiode rückte er am 26. August 1969 in den Landtag nach und war bis Ende der Wahlperiode am 25. Juli 1970 Abgeordneter. Der Landtag wählte ihn zum Mitglied der dritten Bundesversammlung, die im Jahr 1959 Heinrich Lübke zum Bundespräsidenten wählte.

## Ehrungen
Archimowitz wurde am 12. Mai 1987 mit dem Verdienstorden des Landes Nordrhein-Westfalen ausgezeichnet.